# Präfektur Kumagaya

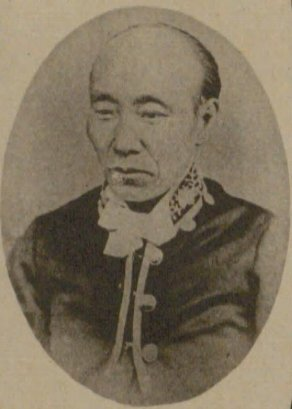
Katori Motohiko aus dem Fürstentum Chōshū/Yamaguchi (siehe Boshin-Krieg, Meiji-Restauration und Meiji-Oligarchie) war von 1874 bis zur Teilung Gouverneur von Kumagaya und anschließend bis 1884 Gouverneur von Gunma.

Kumagaya (jap. 熊谷県 Kumagaya-ken) war von 1873 bis 1876 eine Präfektur (-ken) Japans in den Provinzen Kōzuke und Musashi. Sie entstand 1873 durch den Zusammenschluss von Gunma, das seit der ersten Präfekturfusionswelle 1871/72 den Großteil von Kōzuke umfasste (bis auf drei Landkreise, die zu Tochigi gehörten), mit dem Hauptteil von Iruma, zu dem zu diesem Zeitpunkt der nordwestliche Teil von Musashi gehörte. Namensgebend und Sitz der Präfekturverwaltung war die Stadt bzw. Wegstation Kumagaya (damals Kumagaya-eki) im Kreis Ōsato. In der zweiten großen Welle von Präfekturkonsolidierungen 1876 wurde Kumagaya wieder geteilt: Das Gebiet der Provinz Kōzuke wurde wieder zu einer neuen Präfektur Gunma (fortan mit dem vorher zu Tochigi gehörenden Teil) und der in Musashi gelegene Teil wurde nach Saitama eingegliedert.